# Dębowiec (gmina Koźmin Wielkopolski)
Dębowiec, Dębówiec – osada w Polsce, położona w województwie wielkopolskim, w powiecie krotoszyńskim, w gminie Koźmin Wielkopolski. Miejscowość wchodzi w skład sołectwa Wyrębin.
W okresie Wielkiego Księstwa Poznańskiego (1815-1848) miejscowość wzmiankowana jako Dembowce należała do wsi mniejszych w ówczesnym pruskim powiecie Krotoszyn w rejencji poznańskiej. Dembowce należały do okręgu borkowskiego tego powiatu i stanowiły część majątku Borzęciczki, którego właścicielem był wówczas Juliusz Radoliński. Według spisu urzędowego z 1837 roku wieś liczyła 75 mieszkańców, którzy zamieszkiwali 10 dymów (domostw).
W latach 1975–1998 miejscowość administracyjnie należała do województwa kaliskiego.
Zobacz też: Dębówiec